# Шесть (телесериал)
«Шесть» или «Шестой отря́д» (англ. Six) — американский телевизионный сериал. Телеканал History заказал 8 эпизодов телесериала для первого сезона. Первые два эпизоды были сняты Лесли Линкой Глаттер. Премьера состоялась 18 января 2017 года.
23 февраля 2017 года телесериал был продлён на второй сезон из 10 эпизодов, премьера которого состоялась 28 мая 2018 года. 29 июня 2018 года сериал был закрыт после двух сезонов.

## Сюжет
Сериал рассказывает о проводимых военных операциях и повседневной жизни отряда, являющиеся частью боевой морской особой группы быстрого развёртывания, более известной как «Шестой отряд», которые ведут борьбу с террористами в Афганистане.

## В ролях
= Главная роль в сезоне
     = Второстепенная роль в сезоне
     = Гостевая роль в сезоне
     = Не появляется

### Основной состав
| Бэрри Слоун       | Джо «Медведь» Грейвз | 8 | 10 | 18 |
| Кайл Шмид         | Алекс Колдер         | 8 | 10 | 18 |
| Хуан Пабло Раба   | Рикки «Будда» Ортис  | 8 | 10 | 18 |
| Эдвин Ходж        | Роберт Чейз III      | 8 | 10 | 18 |
| Брианна Дэвис     | Лена Грейвз          | 8 | 8  | 16 |
| Надин Веласкес    | Джеки Ортис          | 8 | 10 | 18 |
| Доминик Адамс     | Майкл Назри          | 8 | 10 | 18 |
| Уолтон Гоггинс    | Ричард «Рип» Таггарт | 8 | 3  | 11 |
| Джейлен Мур       | Армин «Живец» Хан    | 8 | 10 | 18 |
| Николай Николаефф | Тамерлин Шишони      |   | 8  | 8  |
| Эрик Ладин        | Тревор Возняк        |   | 10 | 10 |
| Оливия Манн       | Джина Кляйн          |   | 10 | 10 |
| Всего эпизодов    | Всего эпизодов       | 8 | 10 | 18 |

- Бэрри Слоун — Джо «Медведь» Грейвз[7]
- Кайл Шмид — Алекс Колдер[8]
- Хуан Пабло Раба — Рикки «Будда» Ортис[9]
- Джейлен Мур — Армин «Живец» Хан
- Донни Боуз - Борегар "Бак" Бакли
- Эдвин Ходж — Роберт Чейз III[10]
- Брианна Дэвис — Лена Грейвз
- Надин Веласкес — Джеки Ортис[11]
- Доминик Адамс — Майкл Назри[12]
- Уолтон Гоггинс — Ричард «Рип» Таггарт[13]
- Эрик Ладин — Тревор Возняк, новый член Шестого отряда
- Николай Николаефф — Тамерлин Шишони
- Оливия Манн — Джина Кляйн, оперативный сотрудник ЦРУ[14]

### Второстепенный состав
- Нондумисо Тембе — Наоми
- Линдсли Реджистер — Дарма Колдер
- Тыла Харрис — Эстер
- Джаррет Дж. Мерц — Эмир Хатим Аль-Муттаки
- Донни Боас — Борегар «Бак» Бакли (1 сезон)
- Рас Блэквелл — командир Аткинс
- Зико Заки — Акмаль Бараев
- Джошуа Гейдж — Рикки Ортис мл.
- Джессика Гарза — Анабель Ортис
- Бритт Рентшлер — Тэмми Бакли
- Анджела Релусио — Камилла Фанг
- Кэтрин Эванс - Марисса (2 сезон)

## Производство
Первоначально, на роль Рипа Таггарта был выбран Джо Манганьелло, но он выбыл из проекта в апреле 2016 года из-за проблем со здоровьем. Примерно через неделю, после ухода Манганьелло, ему на замену пришёл Уолтон Гоггинс. Так как Манганьелло уже успел сняться в первых двух эпизодах, их пришлось переснимать. Также в проекте должен был сняться Кристофер Бакус, но покинул его в пользу телесериала «Гастролёры».

## Список эпизодов
| Сезоны | Сезоны | Эпизоды | Оригинальная дата показа | Оригинальная дата показа |
| Сезоны | Сезоны | Эпизоды | Премьера сезона          | Финал сезона             |
| ------ | ------ | ------- | ------------------------ | ------------------------ |
|        | 1      | 8       | 18 января 2017           | 8 марта 2017             |
|        | 2      | 10      | 28 мая 2018              | 1 августа 2018           |

### Сезон 1 (2017)
| № общий | № в сезоне | Название                                | Режиссёр            | Автор сценария                       | Дата премьеры   | Зрители в США (млн) |
| ------- | ---------- | --------------------------------------- | ------------------- | ------------------------------------ | --------------- | ------------------- |
| 1       | 1          | «Пилот» «Pilot»                         | Лесли Линка Глаттер | Дэвид Бройлес и Уильям Бройлес       | 18 января 2017  | 1,73                |
| 2       | 2          | «Её зовут Эстер» «Her Name Is Esther»   | Лесли Линка Глаттер | Дэвид Бройлес                        | 25 января 2017  | 1,50                |
| 3       | 3          | «Служебная командировка» «Tour of Duty» | Кимберли Пирс       | Брюс С. Маккенна                     | 1 февраля 2017  | 1,74                |
| 4       | 4          | «Раненый» «Man Down»                    | Микаэл Саломон      | Альфредо Барриос мл.                 | 8 февраля 2017  | 1,55                |
| 5       | 5          | «Сопутствующие потери» «Collateral»     | Питер Уэрнер        | Карен Кэмпбелл                       | 15 февраля 2017 | 1,60                |
| 6       | 6          | «Признание» «Confession»                | Кларк Джонсон       | Уильям Бройлес и Брюс С. Маккенна    | 22 февраля 2017 | 1,48                |
| 7       | 7          | «Братья по крови» «Blood Brothers»      | Микаэл Саломон      | Дэвид Бройлес и Брюс С. Маккенна     | 1 марта 2017    | 1,35                |
| 8       | 8          | «Конец игры» «End Game»                 | Алекс Грейвз        | Дэвид Бройлес и Альфредо Барриос мл. | 8 марта 2017    | 1,59                |

### Сезон 2 (2018)
| № общий | № в сезоне | Название                                      | Режиссёр       | Автор сценария                    | Дата премьеры  | Зрители в США (млн) |
| ------- | ---------- | --------------------------------------------- | -------------- | --------------------------------- | -------------- | ------------------- |
| 9       | 1          | «Критический» «Critical»                      | Колин Бакси    | Дэвид Бройлес                     | 28 мая 2018    | 0,93                |
| 10      | 2          | «Призраки» «Ghosts»                           | Кимберли Пирс  | Брюс Маккенна                     | 30 мая 2018    | 0,79                |
| 11      | 3          | «Дуа» «Dua»                                   | Стивен Серджик | Альфредо Барриос мл.              | 6 июня 2018    | 0,67                |
| 12      | 4          | «Качели» «Seesaw»                             | Стив Шилл      | Эмми Гринвис                      | 13 июня 2018   | 0,89                |
| 13      | 5          | «Маски» «Masks»                               | Питер Уэрнер   | Макс Адамс                        | 20 июня 2018   | 0,76                |
| 14      | 6          | «Индейская страна» «Indian Country»           | Скотт Манн     | Уильям Бройлес и Брюс С. Маккенна | 27 июня 2018   | 0,79                |
| 15      | 7          | «Безвыходная ситуация» «FUBAR»                | Микаэл Саломон | Альфредо Барриос мл.              | 11 июля 2018   | 0,77                |
| 16      | 8          | «Скорпионы в бутылке» «Scorpions in a Bottle» | Майкл Моррис   | Винсент Пагано                    | 18 июля 2018   | 0,63                |
| 17      | 9          | «Расчёт» «The Reckoning»                      | Стивен Кей     | Брюс Маккенна и Макс Адамс        | 25 июля 2018   | 0,63                |
| 18      | 10         | «Опасная дистанция» «Danger Close»            | Кимберли Пирс  | Дэвид Бройлес и Брюс Маккенна     | 1 августа 2018 | 0,69                |

## Критика
Первый сезон телесериала получил смешанные отзывы кинокритиков. На сайте Rotten Tomatoes рейтинг составляет 54 % на основе 14 рецензий со средним баллом 5.3 из 10. На сайте Metacritic сериал имеет оценку 55 из 100 на основе 11 рецензий критиков, что соответствует статусу «смешанные или средние отзывы».